# فيليبي ألفونسو سريادو
فيليبي ألفونسو سريادو (بالإسبانية: Felipe Alfonso Criado)‏ (من مواليد 14 أبريل 1993) هو لاعب كرة قدم إسباني، يلعب لنادي فياريال ب في مركز المدافع.

## وصلات خارجية
- فيليبي ألفونسو سريادو على موقع قاعدة بيانات كرة القدم.إي يو (الإنجليزية)
- فيليبي ألفونسو سريادو على موقع Soccerway.com (الإنجليزية)
- فيليبي ألفونسو سريادو على موقع AS.com (الإسبانية)

- Villarreal official profile (بالإسبانية)
- BDFutbol profile
- Futbolme profile (بالإسبانية)
- Transfermarkt profile